# 蔚斗小学旧址
29°56′59.87″N 121°44′27.85″E / 29.9499639°N 121.7410694°E
蔚斗小学旧址位于中国浙江省宁波市北仑区戚家山街道小港直街45号，民国建筑，建于民国二十年（1931年），建筑坐西南朝东北，为砖木混合结构，共有前后两进，第一进为教师办公室，第二进为学生教室，1938年8月成为中共镇海县工作委员会机关驻地，1987年设立蔚斗小学校史陈列室，2018年11月20日设立“红廉蔚斗”主题展馆，1990年12月公布为北仑区文物保护单位，2023年9月1日公布为宁波市文物保护单位。